# Заренина, Ольга Аркадьевна
Ольга Аркадьевна Заренина (10 сентября 1967) — советская и российская футболистка, полузащитница, футбольный арбитр. Мастер спорта СССР по лыжным гонкам, мастер спорта России по футболу (1995).

## Биография
Воспитанница спортивных секций города Рузаевка (Мордовия). В детстве и юности занималась лыжным спортом, выполнила норматив мастера спорта. Во время учёбы в вузе была приглашена в футбольную команду, и стала серебряным призёром одного из первых в СССР всесоюзных турниров по футболу среди женщин (1988). На некоторое время была приглашена в состав победителя того турнира «Текстильщик» (Раменское), но вскоре вернулась в Мордовию и играла за местный клуб «Крылья Советов» в первой лиге СССР.
В 1991 году вместе с группой футболисток из Мордовии перешла в клуб «Сибирячка» (Красноярск). Стала обладательницей Кубка СССР 1991 года, при этом её клуб играл в первой лиге. С 1992 года вместе с «Сибирячкой» стала выступать в высшей лиге России. Бронзовый призёр чемпионата России 1995 года.
В конце карьеры играла за клуб «Марсель»/«ВДВ» (Рязань), с которым вышла из первого дивизиона в высший, а в 1997 году стала финалисткой Кубка России и бронзовым призёром чемпионата.
В результате опроса, проведенного еженедельником «Москвичка», лучшей футболисткой года признана Ольга Заренина из красноярской «Сибирячке». На втором месте Наталья Подойницына («ЦСК ВВС»).
После окончания игровой карьеры вернулась в Рузаевку, где стала работать детским тренером и одновременно занялась судейством. Получила категорию арбитра ФИФА. Более 10 лет судила матчи чемпионата России среди женщин, работала на финальных матчах женского Кубка России и в полуфиналах женской Лиги чемпионов. В дальнейшем работала инспектором матчей. Детские команды под её руководством становились призёрами первенств Мордовии и Приволжского ФО, а воспитанницы вызывались в юниорскую сборную России.
Окончила Мордовский государственный педагогический институт имени М. Е. Евсевьева по специальности учитель русского языка и литературы.